# Кабугхо, Ребекка
Ребекка Кабугхо (фр. Rebecca Kabugho; род. 4 сентября 1994, Гома) — конголезская активистка, заключённая властями ДР Конго в тюрьму. Предположительно на время заключения она была одной из самых молодых узниц совести. В 2017 году Кабугхо была удостоена Международной ежегодной женской премии госсекретаря США «За храбрость».

## Биография
Ребекка Кабугхо родилась в конголезском городе Гома в 1994 году. Она была членом организации «Борьба за перемены» (фр. Lutte pour le changement, LUCHA), основанной в её родном городе в июне 2012 года. Она представляла собой ненасильственное движение за перемены, не имевшее какой-либо иерархии в своей структуре.
«Борьбе за перемены» противостояло конголезское Национальное разведывательное управление, расценивавшее его как «повстанческое движение». Кабугхо была в числе шести членов организации, арестованных 16 февраля 2016 года после нескольких мирных протестных акций. Она и ещё пятеро мужчин были обвинены в подстрекательстве к гражданскому неповиновению, которым они хотели выразить протест против несоблюдения президентом ДР Конго Жозефом Кабилой конституции своей страны.
Кабугхо провела шесть месяцев в тюрьме в своём родном городе. Во время заключения её активно поддерживали в социальных сетях и международной прессе как «одну из самых молодых узниц совести в мире».
19 декабря 2016 года Кабугхо была среди 19 активистов, арестованных за протест против по их мнению неконституционного правительства. Кабугхо была освобождена в течение недели после задержания, продолжая быть одним из ведущих ненасильственных агитаторов за улучшение политической ситуации в ДР Конго.
29 марта 2017 года в Вашингтоне она и ещё 12 женщин из разных стран были удостоены Международной ежегодной женской премии госсекретаря США «За храбрость», которую ей вручила Мелания Трамп.